# マイク・ベル (バスケットボール)
マイク・ベル（Mike Bell、1982年8月11日 - ）は、アメリカ合衆国・バージニア州出身のプロバスケットボール選手である。ポジションはF。

## 経歴
フロリダのアトランティック大学卒業後、WBAのローマ・グラディエーター、ツボルグ・イズミール（ トルコ）、ゲスティベリカ・ヴィーゴ（ スペイン）、エテンダード・ドゥ・ブレスト（ フランス）（Étendard de Brest）、ハーバー・ヒート（ ニュージーランド）を経て
2009-10シーズンはbjリーグの大分ヒートデビルズと契約。背番号15。11月14日15日の滋賀レイクスターズ戦での活躍により週間MVPを受賞。シーズン1試合平均得点でリーグ5位の21.3点。リバウンドは3位の12.42本。ダンクシュート成功数はリーグ1位の100本。
2010-11シーズンは仙台89ERSに移籍。12月の月間MVPを受賞。チームが東日本大震災で活動停止になるまで36試合に出場し、1試合平均18.4得点でリーグ9位。
2011-12シーズン途中の2012年1月、大阪エヴェッサに加入。4月28日29日の滋賀戦の活躍で2度目の週間MVPを受賞。シーズン終了後、契約満了により退団したが、2012-13シーズン開幕後の11月22日に再び大阪と契約し、シーズン終了まで在籍。
2015－16シーズンは、信州ブレイブウォリアーズに所属した。

## 記録
- bjリーグ
  - 1試合最多ダンクシュート成功 7本（2010年2月28日、大分vs東京）
  - 月間MVP（2010年12月）